# Taohua (köpinghuvudort i Kina, Hebei Sheng, lat 40,06, long 115,01)
Taohua (kinesiska: 桃花, 桃花镇) är en köpinghuvudort i Kina. Den ligger i provinsen Hebei, i den norra delen av landet, omkring 120 kilometer väster om huvudstaden Peking. Antalet invånare är 18 557. Befolkningen består av 8 785 kvinnor och 9 772 män. Barn under 15 år utgör 18,0 %, vuxna 15-64 år 69 %, och äldre över 65 år 12,0 %.
Runt Taohua är det ganska tätbefolkat, med 120 invånare per kvadratkilometer. Det finns inga andra samhällen i närheten. Trakten runt Taohua består i huvudsak av gräsmarker.
Genomsnittlig årsnederbörd är 618 millimeter. Den regnigaste månaden är juli, med i genomsnitt 147 mm nederbörd, och den torraste är januari, med 5 mm nederbörd.